# Адольф Гундлах
Адольф Гундлах (нім. Adolf Gundlach; 29 листопада 1922 — 18 липня 1961, Любек) — німецький офіцер-підводник, оберлейтенант-цур-зее крігсмаріне.

## Біографія
16 вересня 1939 року вступи в на флот. З 29 вересня 1941 по 9 березня 1942 року пройшов практику вахтового офіцера на підводному човні U-3. З 9 травня 1942 року — 1-й вахтовий офіцер на U-221. 9-15 квітня 1942 року пройшов курс керманича, 16 квітня по 15 травня 1943 року — курс командира човна. З 17 травня по 2 серпня 1943 року — командир U-120. З 3 серпня 1943 року — інструктор 1-ї навчальної дивізії підводних човнів. 5 лютого 1945 року переданий в розпорядження торпедного училища, з 17 березня — училища зв'язку в Мюрвіку. З 17 квітня по 8 травня — командир човна до розпорядження в резерві особового складу 11-ї флотилії.

## Звання
- Кандидат в офіцери (16 вересня 1939)
- Морський кадет (1 лютого 1940)
- Фенріх-цур-зее (1 липня 1940)
- Оберфенріх-цур-зее (1 липня 1941)
- Лейтенант-цур-зее (1 березня 1942)
- Оберлейтенант-цур-зее (1 жовтня 1943)

## Нагороди
- Залізний хрест 2-го класу (23 жовтня 1942)
- Нагрудний знак підводника (24 грудня 1943)